# Koehler & Amelang
Der Verlag Koehler & Amelang ist ein deutscher Verlag mit Sitz in Leipzig.

## Geschichte
Der Verlag geht auf die Verlage von Karl Franz Gottfried Koehler (1764–1833), gegründet 1789, und Carl Friedrich Amelang (1785–1856), gegründet 1806, zurück. Diese wurden ab 1917 schrittweise zusammengelegt, daraus entstand am 12. Mai 1925 der Verlag Koehler & Amelang im Besitz von Koehler & Volckmar, Barsortiment und Verlagsauslieferung. Ab 1915 war Hermann von Hase Gesellschafter und Leiter des Verlages, der 1933 Mitglied der NSDAP wurde. Während der Zeit des Nationalsozialismus erschienen bei Koehler & Amelang mehrere nationalistisch und völkisch geprägte Schriften in der Reihe Deutsches Ahnenerbe, herausgegeben von der Forschungsgemeinschaft Deutsches Ahnenerbe. Hase schied 1938 aus dem Verlag aus.
1947 erhielt der Verlag in der Sowjetischen Besatzungszone eine neue Zulassung, wurde aber 1950 verstaatlicht. Zum 1. Januar 1951 wurde der Verlag dem Holding der DDR-CDU VOB Union Verwaltungsgesellschaft mbH zur Nutzung in Rechtsträgerschaft übertragen. Es bestand eine enge Kooperation mit dem Union Verlag Berlin, der gleichfalls zur DDR-CDU gehörte. In der Bundesrepublik Deutschland gründete die enteignete Familie Koehler 1951 unter dem Namen Koehlers Verlagsgesellschaft einen neuen Verlag.
Verlagsdirektoren waren 1946 bis 1950 Hellmut Köster, Januar 1951 bis 1958 Gerhard Desczyk, 1958/59 Karl Wagner, 1960 Karl Nitsche und vom 1. Dezember 1960 bis 1990 Hubert Faensen. Unter dessen Leitung wurde der Verlag zu einem der Exportverlage der DDR. Über die Hälfte der Titel des Verlages wurden als Lizenzen in die Bundesrepublik Deutschland und andere westeuropäische Staaten verkauft. Im Gegenzug gelang es aber auch, wichtige westliche Publikationen zur Kunstgeschichte mit Lizenz auch in der DDR zu veröffentlichen. Insbesondere hatte die 1961 begründete „Kulturhistorische Reihe“ großen Erfolg mit mehr als 100 Bänden. Als Autoren konnten renommierte Wissenschaftler wie Burchard Brentjes, Karl Czok, Ernst Badstübner und Eberhard Paul gewonnen werden. Zu den wichtigsten Illustratoren gehörte Hans-Ulrich Herold.
Nach der deutschen Wiedervereinigung wurde der Verlag im Juni 1990 in eine GmbH umgewandelt, an der die CDU 50 % der Anteile hielt, der Rest ging an drei Verlagsmitarbeiter als Gesellschafter. Nach dem Besitzverzicht der CDU auf ihr Altvermögen am 15. November 1990 folgte der Verkauf aller CDU-Verlage durch die Treuhandanstalt an die Frankfurter Allgemeine Zeitung. Am 7. Februar 1991 schied ein Gesellschafter aus, 1992 erfolgte die Zusammenlegung mit dem Union Verlag, 1993 eine Vereinigung mit dem Münchner Kunstbuchverlag Klinkhardt & Biermann. 1994 kam noch der christliche Kunstverlag H. C. Schmiedicke dazu, die Gruppe firmierte unter dem Namen Koehler & Amelang. 1992 wurde die Leipziger Niederlassung aufgegeben und ein neuer Firmensitz in Berlin bezogen, 1994 erfolgte der Umzug nach München. Im Jahr 2000 ging die Gruppe an die Deutsche Verlags-Anstalt. Als Folge der Trennung der FAZ von ihren Buchverlagen wurde Koehler & Amelang rückwirkend zum 1. Januar 2004 an die Verlagsgruppe Seemann Henschel verkauft, Verlagssitz wurde wieder Leipzig.
Erhaltenes Archivgut des Verlages Koehler & Amelang bis 1999 befindet sich im Staatsarchiv Leipzig.

## Programm
Das heutige Programm des Verlages umfasst vor allem geschichtliche und kulturhistorische Themen, ferner auch Bücher zur sächsischen Geschichte sowie zu Themen in Bezug auf Berlin und Brandenburg.